# 光秀のスマホ
『光秀のスマホ』（みつひでのスマホ）は、2020年10月12日から28日までNHK総合テレビジョンで放送されたSF時代劇。主演は山田孝之、脚本は竹村武司。
本項では続編についても合わせて記述する。

## 企画・制作
歴史上の人物がスマートフォン（スマホ）を持っているという設定のミニドラマで、第1作である本作の主役・明智光秀をはじめ、大河ドラマと連動する形式で展開されている。
武将がスマートフォンを片手に戦国の世を駆け抜けていくさまを、原則としてスマートフォンの画面遷移だけで描く「スマホ時代劇」作品。画面に映っているのはほとんどスマートフォンの画面であり、主人公など多くの人物は顔も出ず、声と手のみの出演となる。この演出は札幌国際短編映画祭でNHK賞を受賞した、オランダ公共放送制作・マーティン・ウィンクラー監督の短編作品『#tagged』（「#タグ付けされた世界」）を原案としている。また、現代のSNSやアプリを同時代風にアレンジした細かい演出が注目を集めた。企画・演出をつとめたNHKのディレクター・田中涼太は「我々演出や出演者だけでなく、（スマホ画面の）設計を担当する美術チームや、どう放送を配置するか、デジタル展開をどうすれば面白くなるかを考える編成チームとともに、みんなでニヤニヤしながら、まさに大人が本気でふざける、遊ぶということをやった作品です」と語っている。
2021年には土方歳三を主役とした第2作『土方のスマホ』（ひじかたのスマホ）、2022年には源義経を主役とした第3作『義経のスマホ』（よしつねのスマホ）、2023年には織田信長を主役とした第4作『信長のスマホ』（のぶながのスマホ）、豊臣秀吉を主役とした第5作『秀吉のスマホ』、徳川家康と石田三成を主役とした第6作『家康と三成のスマホ』、2024年には紫式部を主役とした第7作『紫式部のスマホ』（むらさきしきぶのスマホ）が制作された。
配信はいずれのシリーズにおいても、NHKプラスやNHKオンデマンドとは別に、放送映像を再編集した動画がNHKの公式YouTubeチャンネルに公開されている。

## シリーズ一覧

### 光秀のスマホ（第1作）
2020年10月12日から28日まで放送された。また、12月25日には総集編に18分の新録映像を追加した「歳末の陣」が放送された。
第58回ギャラクシー賞では「奇抜な着想をもとに本能寺の変に至るプロセスを描いた、今までにないエンターテインメント」であり、「私たちと変わらぬ『人間・明智光秀』が浮かび上がると同時に、SNSに振り回される現代人への批評性」もあるとされ、斬新な演出が評価されたことで「フロンティア賞」を受賞した。また第47回放送文化基金賞では、「歳末の陣」がテレビエンターテインメント番組の奨励賞を受賞、またスマホ画面の設計を行った松田美喜子が美術賞を受賞した。

#### あらすじ（光秀）
あるツイートをきっかけに織田信長に仕官することとなった明智光秀。同僚の羽柴秀吉とのフォロワー数争いや、信長からの鬼電に苦しみつつも出世する。しかし、秀吉の妻・おねが画策した信長殺害の陰謀にまんまとはまって、本能寺の変にいたる。

#### 配役（光秀）
明智光秀
演 - 山田孝之
羽柴秀吉
演 - 和田正人
織田信長
声 - 島﨑信長
玉
演 - 湯本柚子→松澤可苑
おね
演 - 田中みな実（歳末の陣のみ）
南殿
演 - 小島みなみ（歳末の陣のみ）

#### 放送日程（光秀）
| 放送回 | 放送日          | サブタイトル                     |
| ------ | --------------- | -------------------------------- |
| 第1話  | 2020年 10月12日 | #これからは信長の時代でしょ      |
| 第2話  | 10月13日        | #“秀☆吉”って誰だよ               |
| 第3話  | 10月14日        | #織田家はブラックでした          |
| 第4話  | 10月24日        | #信長様にフルボッコされるまで    |
| 第5話  | 10月27日        | #もしかして、時は今だったりする? |
| 第6話  | 10月28日        | 最終話 #敵は本能寺にあり?        |
| 総集編 | 12月25日        | 歳末の陣                         |

### 土方のスマホ（第2作）
2021年9月27日から10月13日まで放送され、2022年1月2日には「正月の陣」が放送された。主演は窪田正孝。

#### あらすじ（土方）
「ガチの武士にオレはなる!」そんな夢を抱き上京した土方歳三が、地元のズッ友・近藤勇、沖田総司らと結成した浪士グループ新選組。“鬼の副長”兼公式アカウントの“中の人”として、スマホとともに倒幕派のクソリプに立ち向かった「史上最もチャラくて親しみやすい」土方の、壬生浪士時代から箱館戦争までの半生を描く。

#### 配役（土方）
土方歳三
演 - 窪田正孝
近藤勇
演 - 山田孝之
のぶ
演 - 馬場園梓
沖田総司
演 - 荒牧慶彦
君菊
演 - 佐倉綾音
坂本龍馬
演 - 賀来賢人（正月の陣のみ）
乙女
演 - 大島美幸（正月の陣のみ）

#### 放送日程（土方）
| 放送回 | 放送日         | サブタイトル                               |
| ------ | -------------- | ------------------------------------------ |
| 第1話  | 2021年 9月27日 | 武士だぜ!今日から俺は!!                    |
| 第2話  | 9月28日        | 君の名は?新選組だ!                         |
| 第3話  | 9月29日        | 待たせたな!お待たせしすぎたかもしれません! |
| 第4話  | 10月11日       | 粛清、始めました                           |
| 第5話  | 10月12日       | 変わる変わるよ時代は変わる                 |
| 第6話  | 10月13日       | 武士として                                 |
| 総集編 | 2022年 1月2日  | 正月の陣                                   |

### 義経のスマホ（第3作）
2022年5月24日（23日深夜）より6月3日（2日深夜）まで放送され、同年8月24日には「夏草の陣」が放送された。主演は川栄李奈。
シリーズでは初めて主人公の幼少期から物語が始まる。そのため、第1話ではスマートフォンではなく子供用携帯電話の画面が大写しとなっており、タイトルも「牛若丸のキッズケータイ」となっていた。

#### あらすじ（義経）
史上もっとも陰キャでスマホ中毒の源義経が、頼朝挙兵のネットニュース、後白河法皇の動画配信、平氏とのクソリプ合戦、御家人たちの未読無視に振り回されながらも、平安時代を駆け抜ける。

#### 配役（義経）
源義経
演 - 川栄李奈
源頼朝
演 - 塚本高史
武蔵坊弁慶
演 - 小澤征悦
大江広元
演 - ガリベンズ矢野
後白河法皇
演 - 松村邦洋
梶原景時
演 - 関智一
静御前
演 - ねお
牛若丸
演 - 小林優仁
西行
演 - 山田孝之
北条政子
演 - 瀧本美織（夏草の陣のみ）

#### 放送日程（義経）
| 放送回 | 放送日         | サブタイトル                 |
| ------ | -------------- | ---------------------------- |
| 第1話  | 2022年 5月24日 | スマホに憧れる男             |
| 第2話  | 5月25日        | 兄との出会いにドギマギする男 |
| 第3話  | 5月26日        | いきなり総大将になった男     |
| 第4話  | 5月27日        | ようやく居場所を見つけた男   |
| 第5話  | 5月31日        | わかりやすく調子づく男       |
| 第6話  | 6月1日         | 肝心なことを見落とす男       |
| 第7話  | 6月2日         | バレちゃった俺               |
| 第8話  | 6月3日         | さよなら、大好きな男         |
| 総集編 | 8月24日        | 夏草の陣                     |

### 信長のスマホ（第4作）
2023年2月7日（6日深夜）から2月17日（16日深夜）まで放送された。主演となる織田信長役の声は島﨑信長、体は佐藤信長が演じた。
第1作『光秀のスマホ』と同じ時間軸で物語が展開される。2月26日（2月25日深夜）にはNHK名古屋放送局限定で、登場人物のセリフを尾張弁に変えた尾張弁バージョンが放送された。第一話は信長の母土田御前の視点から放映され、「信長の母のスマホ」というタイトルとなっている。最終回の最期に表示されるタイトルは「天下人のスマホ」となっている。

#### あらすじ（信長）
「お前らに本物の炎上見せてやるよ…」。「最強のパワハラ武将」はどうして生まれたのか?織田信長が度重なる炎上と家臣たちへのパワハラを繰り広げながら、戦国の世を生き抜く。

#### 配役（信長）
織田信長
声 - 島﨑信長
演 - 佐藤信長
明智光秀
演 - 山田孝之
羽柴秀吉
演 - 和田正人
斎藤道三
演 - 斎藤司（トレンディエンジェル）
猪子兵介
演 - たかし（トレンディエンジェル）
青地与右衛門
演 - 富栄ドラム
ルイス・フロイス
演 - オジエル・ノザキ
柴田勝家
演 - 谷仲恵輔
佐久間信盛
演 - 松本哲也
杉谷善住坊
演 - スギちゃん
松永久秀
演 - DJ松永（Creepy Nuts）
森蘭丸
演 - 川栄李奈
土田御前
演 - 山口紗弥加

#### 放送日程（信長）
| 放送回 | 放送日        | サブタイトル                           |
| ------ | ------------- | -------------------------------------- |
| 第1話  | 2023年 2月7日 | 天下御免の大うつけ、爆誕               |
| 第2話  | 2月8日        | 歴史は桶狭間で繰り返す                 |
| 第3話  | 2月9日        | 武力を持って天下を治めることを誓います |
| 第4話  | 2月10日       | 本物の炎上、見せてやるよ               |
| 第5話  | 2月14日       | 敵がいてこそ強くなるのだ               |
| 第6話  | 2月15日       | 天下人に、俺はなる!                    |
| 第7話  | 2月16日       | マジで天下取る5秒前                    |
| 第8話  | 2月17日       | 夢幻の如（ごと）くなり                 |

### 秀吉のスマホ（第5作）
2023年5月29日から6月8日まで放送された。Twitter公式アカウントは、「信長のスマホ」の際のアカウントが秀吉のものに変更され、運用されている。
6月18日（6月17日深夜）には、全8話が一括して再放送された。NHK名古屋放送局では、「信長のスマホ」と同じく尾張弁バージョンを放送している。

#### あらすじ（秀吉）
信長や光秀の裏で暗躍した「陽キャ武将」・秀吉。SNS戦略とコミュ力で天下を統一したその男のスマホが最後に映すものとは…。

#### 配役（秀吉）
羽柴秀吉
演 - 和田正人
寧々
演 - 大塚寧々
大政所
演 - 濱田マリ
お市
演 - 貴島明日香
黒田官兵衛
声 - 小山力也
加藤清正
声 - 杉田智和
南光坊天海
声 - 山田孝之

#### 放送日程（秀吉）
| 放送回 | 放送日         | サブタイトル                                        |
| ------ | -------------- | --------------------------------------------------- |
| 第1話  | 2023年 5月29日 | 身分の低いワシが信長様亡き後の世界で救世主になる話! |
| 第2話  | 5月30日        | ターニング合戦といったら賤ヶ岳じゃ!                 |
| 第3話  | 5月31日        | 「庶民派」で売り出したの、たぶんわしが最初じゃろ?   |
| 第4話  | 6月1日         | 家族（とおなご）のためなら、わしは容赦しない!       |
| 第5話  | 6月5日         | 全部わかっている!百姓はダマせてもわしはダマせんわ!  |
| 第6話  | 6月6日         | うああああああ!!!                                   |
| 第7話  | 6月7日         | ちゃ会はまだか。大仏がほしい。                      |
| 第8話  | 6月8日         | ありがとう。だいすき。ぎょいす。                    |

### 家康と三成のスマホ（第6作）
2023年9月5日から15日まで放送された。徳川家康を安田顕、石田三成を柄本時生が演じた。X公式アカウントは家康の名義に変更されている。
10月10日（10月9日深夜）にはNHK名古屋放送局限定で、方言バージョン（家康：三河弁、三成：近江弁）による全8話一括放送をしている。

#### あらすじ（家康と三成）
秀吉没後の覇権をめぐり、一筋縄ではいかない家康と三成がスマホでの頭脳戦と愛憎劇を繰り広げ、関ヶ原の戦いで雌雄を決するまでを描く。最終回となる第8回は家康勝利・三成勝利の2パターンが制作され、視聴者投票によって勝者が決定された。

#### 配役（家康と三成）
家康と三成のキャストは第4話にて公表。
徳川家康
演 - 安田顕
石田三成
演 - 柄本時生
前田利家
演 - 大谷亮介
福島正則
演 - 後藤剛範
細川忠興
演 - 石上雅流
宇喜多秀家
演 - 佐藤峻輔
浅野長政
演 - 松井ショウキ
塩野清助
演 - 永澤洋
本多正信
声 - 六角精児
大谷吉継
声 - 落合モトキ
加藤清正
声 - 杉田智和
本多忠勝
声 - じゅんいちダビッドソン
南光坊天海
演 - 山田孝之

#### 放送日程（家康と三成）
| 放送回 | 放送日        | サブタイトル                   |
| ------ | ------------- | ------------------------------ |
| 第1話  | 2023年 9月5日 | めんどくさい人とめんどくさい人 |
| 第2話  | 9月6日        | 見栄を切る人と裏切られる人     |
| 第3話  | 9月7日        | 動じる人と動じない人           |
| 第4話  | 9月9日        | チャンスの人とピンチの人       |
| 第5話  | 9月12日       | ワクワクする人とイライラする人 |
| 第6話  | 9月13日       | 哀願する人と提言する人         |
| 第7話  | 9月14日       | 信じてない人と信じられない人   |
| 第8話  | 9月15日       | 関ヶ原のふたり                 |

- 初回 - 第3話は台風関連ニュース放送のため、5分繰り下げられ、23時50分 - 23時55分に放送された[29][30][31]。
- 第4話は台風関連ニュース放送のため、30分繰り下げ翌0時15分 - 0時20分に放送された[32][33][34]。

### 天下人のスマホ（総集編）
2023年12月23日23時20分から、「天下人のスマホ」と題して信長・秀吉・家康と三成の「天下人のスマホシリーズ」3作品の総集編に新規シーンを加えて放送された。
徳川秀忠
演 - 小林亮太
語り
声 - 松平定知

### 紫式部のスマホ（第7作）
2024年9月9日から19日まで放送された。紫式部を詩羽が演じた。

#### あらすじ（紫式部）
貧しい貴族の家に生まれた紫式部は、SNS上の文学仲間たちと共に文学に親しみ、交流を深めていく。やがて結婚し一女を儲けるも、夫を亡くし悲嘆にくれる中、文学仲間たちから物語を書くよう勧められる。投稿サイトに『源氏物語』の序盤を投稿すると拡散し評判となる。それが藤原道長の目に留まり、宮仕えをすることとなる。

#### 配役（紫式部）
紫式部（香子）
演 - 沢田優乃→詩羽
藤原道長
演 - 賀屋壮也（かが屋）
藤原賢子
演 - 橋本文花・橋本仁花→増留優梨愛
光子
演 - 三浦あかり→小槙まこ
藤原宣孝
演 - 小手伸也
宣旨の君
演 - 宮澤佐江
大納言の君
演 - 今村実乃
宰相の君
演 - 山城屋理紗
僧侶
演 - DOTAMA
藤原彰子
演 - 麗良
藤原惟規
声 - 郷田翼
紅花
声 - 悠木碧
昼顔（朝顔）
声 - 相沢舞
五条
声 - 金子有希
一条天皇
声 - 川崎夢瑠
源倫子
声 - 藤白レイミ
藤原元命
声 - 山田孝之

#### 放送日程（紫式部）
| 放送回 | 放送日        | サブタイトル                       |
| ------ | ------------- | ---------------------------------- |
| 第1話  | 2024年 9月9日 | いづれのフルムーンの時にか         |
| 第2話  | 9月10日       | 後の世に伝へさせまほしき光る君     |
| 第3話  | 9月11日       | メジャーデビューの戸を叩く人あり   |
| 第4話  | 9月12日       | あな恐ろしや、女房たちのイジワル   |
| 第5話  | 9月16日       | かしこき女は生きにくし             |
| 第6話  | 9月17日       | 清らなる玉のボーイ、生まれたまひぬ |
| 第7話  | 9月18日       | あだになりぬる人のはて             |
| 第8話  | 9月19日       | 雲隠れにしマイライフ               |

## スタッフ
|                        | 光秀のスマホ                            | 土方のスマホ                            | 義経のスマホ                            | 信長のスマホ                            | 秀吉のスマホ                            | 家康と三成のスマホ                      | 紫式部のスマホ                          |
| ---------------------- | --------------------------------------- | --------------------------------------- | --------------------------------------- | --------------------------------------- | --------------------------------------- | --------------------------------------- | --------------------------------------- |
| オリジナルフォーマット | 『#tagged』（マーティン・ウィンクラー） | 『#tagged』（マーティン・ウィンクラー） | 『#tagged』（マーティン・ウィンクラー） | 『#tagged』（マーティン・ウィンクラー） | 『#tagged』（マーティン・ウィンクラー） | 『#tagged』（マーティン・ウィンクラー） | 『#tagged』（マーティン・ウィンクラー） |
| 脚本                   | 竹村武司                                | 竹村武司                                | 竹村武司                                | 竹村武司                                | 竹村武司                                | 竹村武司                                | 竹村武司                                |
| スマホ文案             | スエヒロ ジブ                           | スエヒロ ジブ                           | スエヒロ ジブ                           | スエヒロ ジブ                           | スエヒロ ジブ                           | スエヒロ ジブ                           | スエヒロ ジブ                           |
| 時代考証               | 清水克行                                | 山村竜也                                | 清水克行                                | 清水克行                                | 清水克行                                | 清水克行                                | 高松百香                                |
| イラスト               | オオシカケンイチ                        | オオシカケンイチ                        | オオシカケンイチ                        | オオシカケンイチ                        | オオシカケンイチ                        | オオシカケンイチ                        | オオシカケンイチ                        |
| イラスト               | 山田だり                                |                                         |                                         |                                         |                                         |                                         |                                         |
| イラスト               |                                         |                                         |                                         |                                         |                                         | VES                                     |                                         |
| 写真提供               | PIXTA                                   | PIXTA                                   | PIXTA                                   | PIXTA                                   | PIXTA                                   | PIXTA                                   | PIXTA                                   |
| 写真提供               |                                         | 国立国会図書館                          |                                         |                                         |                                         |                                         | photolibrary                            |
| スマホ設計             | 松田美喜子                              | 松田美喜子                              | 松田美喜子                              | 松田美喜子                              | 松田美喜子                              | 松田美喜子                              | 松田美喜子                              |
| プロデューサー         | 家冨未央                                | 小路美智子                              | 浅石優子                                |                                         |                                         | 清水真由美                              |                                         |
| 制作統括               | 水高満                                  | 水高満                                  | 水高満                                  |                                         |                                         | 深尾高行                                |                                         |
| 制作統括               |                                         |                                         | 深尾高行                                |                                         |                                         | 春日真人                                |                                         |
| （企画・）演出         | 田中涼太                                | 田中涼太                                | 田中涼太                                | 田中涼太                                | 田中涼太                                | 田中涼太                                | 日景千秋                                |
| 制作・著作             | NHK                                     | NHK                                     | NHK                                     | NHK                                     | NHK                                     | NHK                                     | NHK                                     |